# Casa Hodgkinson

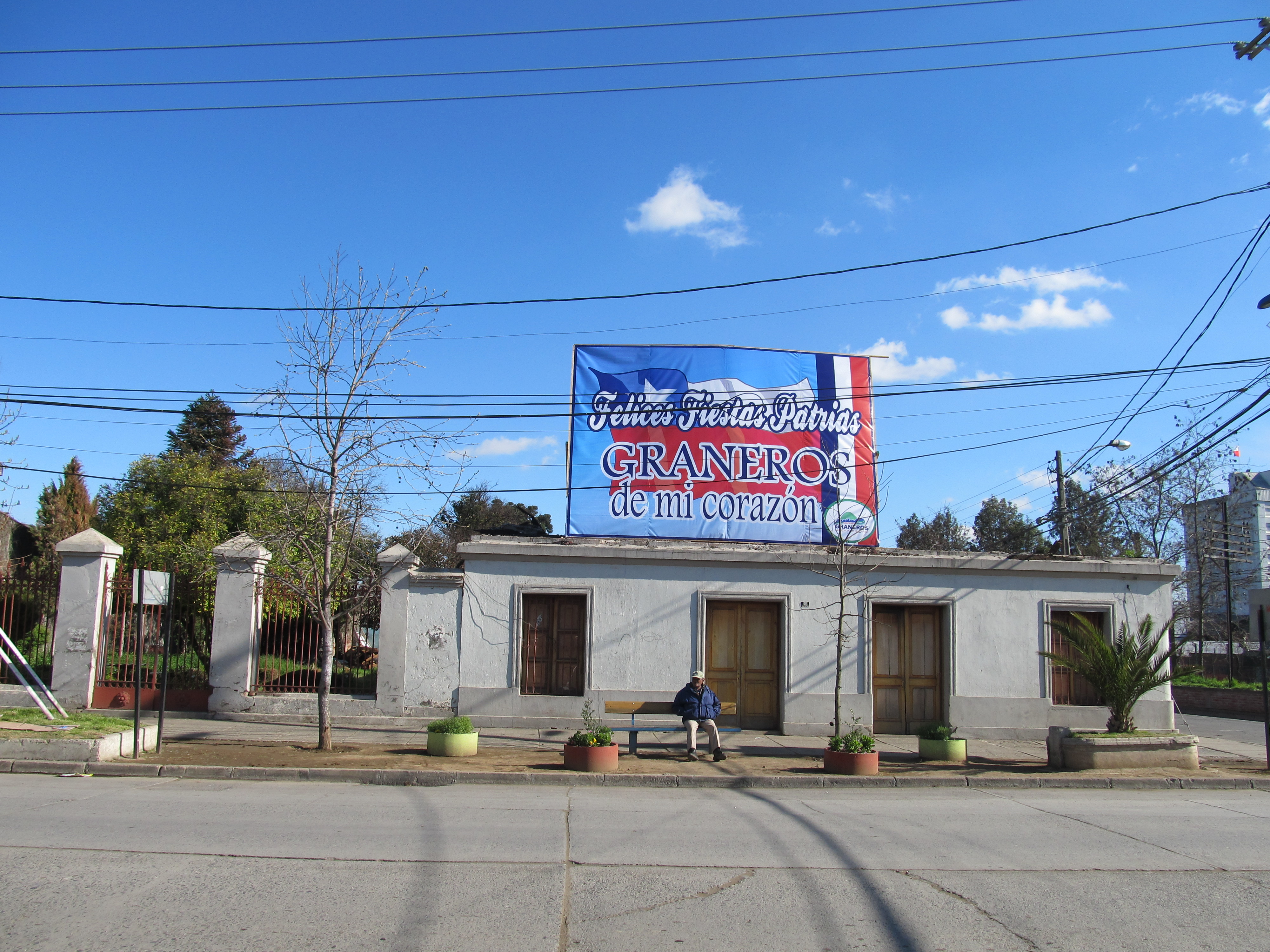
Casa Hodgkinson, en septiembre de 2013, tras el incendio que la destruyó.

La casa Hodgkinson es una casa ubicada en Graneros, Chile, construida en 1884 y declarada monumento nacional en 1990.
Hasta su incendio en 2013, estaba conformada por dos plantas, construidas con una estructura de ladrillo y entrepisos y techumbre de pino oregón. En su segundo piso destacaba su balcón. Actualmente sólo se conserva la fachada del primer piso.

## Historia
Fue construida en 1884 por Gilberto Hodgkinson, quien estaba casado con Elena Undurraga Ovalle, sobrina del empresario Rafael Ovalle. Ambos instalaron la Fundición Metalúrgica Ovalle. Allí se construyó el primer automóvil de Chile, un "Ovalle-Hodgkinson" "La Chancha" de 1902 (diseño propio)
En 1906 la casa fue ocupada por el norteamericano William Braden, dueño de la mina El Teniente, quien estableció en ella oficinas de la Braden Copper Company. Tras pasar por manos de privados, periodo en que también fue conocida como Casa San Luis porque acogió un almacén con ese nombre, fue adquirida en 1980 por la municipalidad de Graneros, que primero la utilizó como centro conductual juvenil y en 2005 la intervino para instalar oficinas locales y la casa de la cultura comunal.
Tras el terremoto de 2010 la casa Hodgkinson resultó con daños de consideración, por lo que se inició un plan de restauración del inmueble. Sin embargo, la madrugada del 10 de marzo de 2013, un incendio consumió la construcción en su totalidad. La municipalidad de Graneros y la Dirección de Bibliotecas, Archivos y Museos (DIBAM) están proyectando la reconstrucción de la casa basada en sus planos originales.